# Orlando Bridgeman (4e baronnet)
Sir Orlando Bridgeman, 4e baronnet (2 juillet 1695 - 25 juillet 1764)  est un baronnet britannique et un homme politique.

## Biographie
Né à Blodwell dans le Shropshire, il est le fils aîné de John Bridgeman, 3e baronnet, et de sa femme Ursula, fille de Roger Matthews. Il fait ses études au New College, Oxford et en 1713, il est convoqué au barreau par Inner Temple. En 1723, il entre à la Chambre des communes britannique, siégeant pour Shrewsbury au cours des quatre années suivantes. Il succède à son père comme baronnet à la mort de ce dernier en 1747.
Le 8 avril 1719, il épouse Anne Newport, troisième fille de Richard Newport (2e comte de Bradford). Ils ont trois fils et deux filles. Sa femme est morte en 1752 et il lui survit jusqu'en 1764, à l'âge de 69 ans; les deux sont enterrés à Weston Park dans le comté de Staffordshire. Son fils aîné l'ayant précédé dans la tombe, son second fils Henry Bridgeman (1er baron Bradford) lui succède dans la baronnie. Il est ensuite élevé à la pairie en tant que baron Bradford.